# Natuurpark Sierras de Tejeda, Almijara y Alhama

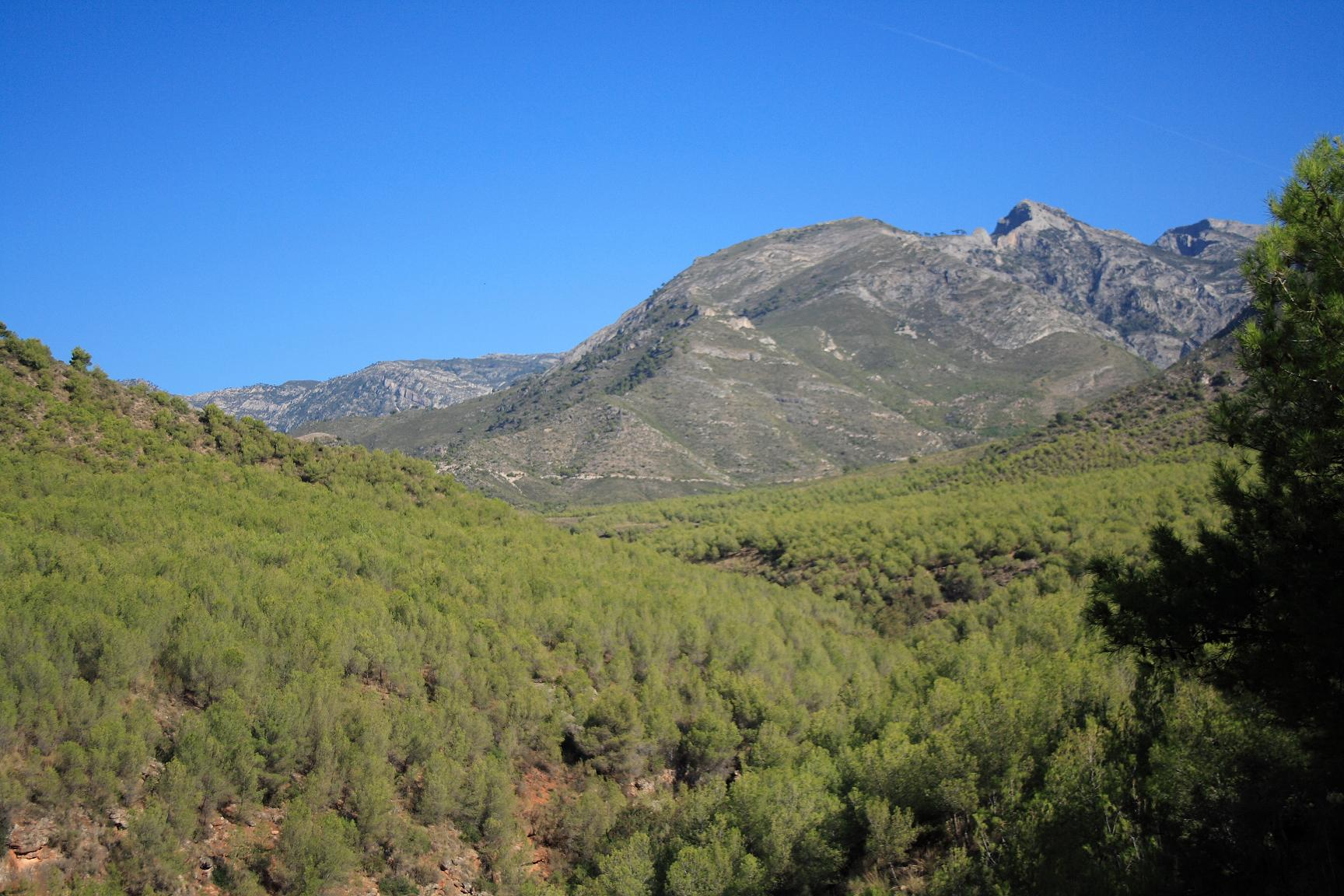

Het Natuurpark Sierras de Tejeda, Almijara y Alhama (Spaans: Parque natural de las Sierras de Tejeda, Almijara y Alhama) is een natuurpark in Andalusië in Spanje. Het natuurpark werd opgericht in 1999 en is 40663 hectare groot. Het natuurpark omvat drie gebergtes met struweel en bossen van zeeden, Aleppoden en steeneik. In het park komt steenarend, everzwijn, edelhert voor. 